# St Albans City (stacja kolejowa)
Stacja kolejowa St Albans City (ang. St Albans City railway station) – główna stacja kolejowa w St Albans (Hertfordshire, Anglia). Kod stacji: SAC.
Stacja posiada 4 perony i obsługuje ok. 3 876 706 pasażerów rocznie (dane za rok 2021/2022). Stacja obsługiwana jest przez First Capital Connect.

## Połączenia
Stacja obsługuje połączenia (przez Londyn St Pancras International / King’s Cross oraz St Albans): 
- Bedford – Brighton,
- Bedford – Sevenoaks,
- Bedford – Sutton[2].
- Bedford - Rochester

Stacja ma bezpośrednie połączenia z portami lotniczymi w Luton i Gatwick.
W St Albans znajduje się druga stacja St Albans Abbey, która nie ma połączenia kolejowego z St Albans City. W mieście znajduje się także stara stacja kolejowa, która w przeszłości łączyła miasto z Hatfield. Obecnie torowisko zostało przekształcone w trasę rowerową i szlak pieszy łączące obe miasta.

## Obsługa osób niepełnosprawnych
St Albans City zapewnia pełną pomoc osobom niepełnosprawnym, wymagane jest jednak wcześniejsze zgłoszenie telefoniczne.

## Bilety
Stacja St Albans City otwarta jest 24 godziny na dobę przez 7 dni w tygodniu.
Na stacji, oprócz biletomatów (kupno i odbiór biletów kupionych on-line), otwarte są także kasy w godzinach urzędowania (z wyjątkiem niedziel i świąt państwowych).

## Adres
Station Approach

Station Way

St Albans

AL1 5HE

Anglia